# Beauvais Oise UC
Pour les articles homonymes, voir Bouc (homonymie).
Maillots
Le Beauvais Oise Université Club est un club français de volley-ball, fondé en 1974 et basé à Beauvais, évoluant pour la saison 2022-2023 en Nationale 1 (3e division nationale).

## Historique
- 2001-2002 : échec en finale du Championnat de Nationale 1 masculin contre le Saint-Brieuc Côtes-d'Armor Volley-Ball ; accession à la Pro B.
- 2002-2003 : échec en finale du Championnat de Pro B masculin contre le Saint-Brieuc Côtes-d'Armor Volley-Ball, 0 victoires à 2 ; accession à la Pro A.
- 2007-2008 : Le BOUC volley se qualifie, en battant Montpellier, en Coupe D'Europe pour la première fois de son histoire mais sacrifie son équipe féminine, qui pouvait sportivement prétendre au passage en Nationale 1, le club n'ayant pas les moyens financiers d'avoir deux équipes au plus haut niveau.
- 2011-2012 : Rétrogradé sportivement en  Ligue B à la fin de la saison, le BOUC Volley est repêché à la suite des difficultés financières du Stade poitevin Volley-Ball. Il continuera donc d'évoluer en Ligue A au cours de la saison 2012-2013

## Bilan sportif

### Palmarès
- Coupe de France (1)
  - Vainqueur : 2008
  - Finaliste : 2011, 2012 et 2015

### Bilan par saison
| Saison    | Division    | Saison régulière | Phase finale    | Coupe de France    | Coupes d'Europe         |
| --------- | ----------- | ---------------- | --------------- | ------------------ | ----------------------- |
| 2021-2022 | Élite       | 6e               | 7e              | 1/2 Finale         | -                       |
| 2020-2021 | Élite       | 4e               |                 |                    | -                       |
| 2019-2020 | N2          | 1er              |                 |                    | -                       |
| 2018-2019 | N2          | 2e               |                 |                    | -                       |
| 2017-2018 | Élite       | 6e               | 7e              | Huitième de finale | -                       |
| 2016-2017 | N2          | 2e               | 2e              |                    | -                       |
| 2015-2016 | Ligue A     | 9e               |                 | Huitième de finale | -                       |
| 2014-2015 | Ligue A     | 8e               |                 | Finaliste          | -                       |
| 2013-2014 | Ligue A     | 7e               |                 |                    | -                       |
| 2012-2013 | Ligue A     | 11e              |                 | 2e tour            | -                       |
| 2011-2012 | Ligue A     | 13e              | NA              | Finaliste          | -                       |
| 2010-2011 | Ligue A     | 10e              | NA              | Finaliste          | Huitième de finale      |
| 2009-2010 | Ligue A     | 5e               | Quart de finale | Quart de finale    | -                       |
| 2008-2009 | Pro A       | 7e               | Quart de finale | Huitième de finale | 3e poule E CL + 1/4 CEV |
| 2007-2008 | Pro A       | 5e               | NA              | Vainqueur          | Huitième de finale      |
| 2006-2007 | Pro A       | 7e               | 5e              | Quart de finale    |                         |
| 2005-2006 | Pro A       | 7e               | Quart de finale | Huitième de finale |                         |
| 2004-2005 | Pro A       | 9e               | NA              | Huitième de finale |                         |
| 2003-2004 | Pro A       | 11e              | NA              | Huitième de finale |                         |
| 2002-2003 | Pro B       | 1er              | Finaliste       | Huitième de finale | -                       |
| 2001-2002 | Nationale 1 | 1er              | Finaliste       | 3e tour            | -                       |
| 2000-2001 | Nationale 1 | 3e               | -               | 2e tour            | -                       |
| 1999-2000 | Nationale 1 | 4e               | -               | 3e tour            | -                       |

## Joueurs et personnalités du club

### Entraîneurs
- 2014-2016 :  Giampaolo Medei
- 2017-2019 :  Grégory Patin
- 2019-2020 :  Marcos Aurelio de Oliveira
- 2020-2021 :  Marcos Aurelio de Oliveira
- 2022-2023 :  Grégory Patin

## Budget
- 2016-2017 : 345 000 €[4]
- 2017-2018 : 430 000 €[4]